# Charaxes ethalion
Charaxes ethalion es una especie de lepidoptera de la familia Nymphalidae. Se encuentra en el sur de África.
Tiene una envergadura de alas de 45–55 mm en los machos y 50–63 mm las hembras.
Las larvas se alimentan de especies de Albizia, Peltophorum africanum, Dichrostachys cinerea, Acacia ataxacantha y Scutia myrtina.

## Subespecies
Lista alfabética.
- C. e. binghami Henning, 1982 (Zambia, northern Zimbabwe)
- C. e. ethalion Boisduval, 1847 (Mozambique, eastern Zimbabwe, Swaziland, South Africa: Limpopo Province, Mpumalanga, KwaZulu-Natal)
- C. e. fisheri Henning, 1982 (Zambia: north to the southern part of Lake Tanganyika)
- C. e. handmani Henning, 1982 (Malawi: south to the Mlanje district)
- C. e. kikuyuensis van Someren, 1967 (Kenya: highlands east of the Rift Valley)
- C. e. kitungulensis Strand, 1911 (Tanzania, Malawi, Democratic Republic of Congo: Lualaba, Shaba, Maniema)
- C. e. littoralis van Someren, 1967 (eastern Kenya, eastern Tanzania)
- C. e. marsabitensis van Someren, 1967 (Kenya: north to Mount Marsabit)
- C. e. nyanzae van Someren, 1967 (Uganda, south-western Kenya, western Tanzania, Democratic Republic of Congo: east to Lake Mweru)